# Zenochloris paradoxa
Zenochloris paradoxa är en skalbaggsart som beskrevs av Bates 1885. Zenochloris paradoxa ingår i släktet Zenochloris och familjen långhorningar.
Artens utbredningsområde är Panama. Inga underarter finns listade i Catalogue of Life.